# 신디 브뤼나
신디 브뤼나(Cindy Bruna, 1994년 9월 27일 ~ )는 프랑스의 모델이다.